# 서울충무로국제영화제
서울충무로국제영화제(Chungmuro International Film Festival, CHIFFS)는 2007년 시작된 대한민국의 국제영화제이다.
서울충무로국제영화제의 핵심 키워드는 '발견, 복원, 창조'이며 다른 영화제들과 달리 고전영화를 집중 편성하여 한국영화의 과거와 현재, 그리고 미래를 잇는 가교 역할에 충실히 하는 것이 목표이다.

## 역대 영화제
- 제1회 서울충무로국제영화제 (2007년)
- 제2회 서울충무로국제영화제 (2008년)
- 제3회 서울충무로국제영화제 (2009년)
- 제4회 서울충무로국제영화제 (2010년)